# List A cricket
List A cricket er en form for limited-overs (one-day) cricket. Ligesom first-class cricket på klubplan er niveauet under international Test cricket, er List A cricket på klubplan det niveau af one-day cricket, der er lige under One Day International. De fleste cricketspillende nationer har en form for indenrigs List A turnering. Antallet af overs i List A cricket varierer fra 40 til 60 overs per inning.
First-class cricket, List A cricket og Twenty20 cricket er de former for cricket, der hører til klubcricket. I international cricket kaldes formaterne henholdsvis Test cricket, One Day International (ODI) og Twenty20 International (T20I), selvom de statistisk set også hører under deres tilsvarende kategorier for klubcricket, first-class cricket, List A cricket og Twenty20 cricket. En spillers List A statistik vil altså inkludere hans præstationer i One Day International cricket. Dog bruges begreberne "first-class cricket" og "List A cricket" oftest til at referere til klubcricket.
 Der er for få eller ingen kildehenvisninger i denne artikel, hvilket er et problem. Du kan hjælpe ved at angive troværdige kilder til de påstande, som fremføres i artiklen.

| Sport | Spire Denne artikel om sport er en spire som bør udbygges. Du er velkommen til at hjælpe Wikipedia ved at udvide den. |